# Landesförderinstitut Mecklenburg-Vorpommern
Das Landesförderinstitut Mecklenburg-Vorpommern (LFI) ist das zentrale Förderinstitut des Landes Mecklenburg-Vorpommern. Das LFI ist ein Geschäftsbereich der NORD/LB Norddeutsche Landesbank Girozentrale. Als beauftragte  Förderbank des Landes Mecklenburg-Vorpommerns übernimmt das LFI alle Aufgaben der Förderverwaltung.

## Förderschwerpunkte

### Wirtschaftsförderung
Die Förderung von kleinen und mittleren Unternehmen hat auch in Mecklenburg-Vorpommern besondere Bedeutung, weil wettbewerbsfähige Betriebe sowohl neue Arbeitsplätze schaffen und vorhandene sichern als auch das Gesamteinkommen in der Region steigern. Mit speziellen Angeboten unterstützt das Land über das LFI Unternehmen, die wachsen oder sich ansiedeln wollen. Für zum Beispiel Investitionen, die Erschließung neuer Märkte und Messeteilnahmen stehen Förderprogramme zur Verfügung.

### Infrastrukturförderung
Investitionen in eine nachhaltige, leistungsfähige und moderne Infrastruktur bilden die Grundlage für das Erreichen gesellschaftspolitischer und wirtschaftspolitischer Ziele des Landes. So werden vor allem Vorhaben von Landkreisen und Kommunen, aber auch nicht wirtschaftlich ausgerichtete Projekte anderer gemeinnütziger Träger unterstützt.
Die Bandbreite möglicher Vorhaben umfasst das gesamte öffentliche Leben.

### Wohnungs- und Städtebauförderung
Förderschwerpunkte in der Wohnungsbauförderung sind sowohl die qualitative Verbesserung der Wohnraumversorgung bei sozial verträglichen Mieten als auch die Anpassung des Wohnungsbestandes an den demografischen Wandel. Dazu gehören Maßnahmen wie die Nachrüstung von Personenaufzügen, der barrierefreie Umbau vorhandener Wohnimmobilien oder die allgemeine Modernisierung und Instandsetzung.
Die Städtebauförderung stellt eine bundesweit auf Dauer angelegte Initiative zur fortschreitenden Beseitigung städtebaulicher Missstände auch unter Einsatz europäischer Fördermittel dar. Das Land engagiert sich in höchstem Maße für die Erreichung des Ziels einer möglichst integrierten Stadtentwicklung und führt parallel zur eigentlichen Förderung ein langfristiges Monitoring mit hierfür geeigneten und gewillten kommunalen Partnern durch.

### Agrar-, Forst- und Fischereiförderung
Die Verarbeitung und Vermarktung von Erzeugnissen aus der Landwirtschaft, der Fischerei und der Aquakultur und der Fischereihäfen werden durch Programme wie Marktstrukturverbesserung und Fischerei und Fischwirtschaft unterstützt. Ferner werden Ausgaben in der Forstwirtschaft und damit Maßnahmen für den Klimaschutz, Waldumweltmaßnahmen und die Erholung in den Wäldern Mecklenburg-Vorpommerns, vor allem aber auch für die Erhaltung der Waldfunktionen, begleitet.

### Energie- und Klimaschutzförderung
Das Land unterstützt Investitionen zur Nutzung erneuerbarer Energien sowie zur nachhaltigen Energieeffizienzsteigerung. Im Fokus stehen dabei insbesondere innovative Ansätze bei der energetischen Nutzung von Biomasse und anderer erneuerbarer Ansätze zur regionalen Wärmeerzeugung und -verteilung. Besonderes Augenmerk wird auch auf den Einsatz von Speichersystemen sowohl im Wärme- als auch im Strombereich gelegt.